# Port-Brillet
 Port-Brillet  là một xã thuộc tỉnh Mayenne trong vùng Pays de la Loire tây bắc nước Pháp. Xã này nằm ở khu vực có độ cao trung bình 122 mét trên mực nước biển.